# Annie Verhulst
Johanna Adriana (Annie) Verhulst (Middelburg, 1 oktober 1895 - Amsterdam, 5 januari 1986) was een Nederlands toneelactrice.
Ze werd geboren als dochter van Maria Frederica Eichhorn (*1869) die twee maanden later trouwde met Augustus Verhulst (*1873). Verhulst brak door met haar rol van Jo in de bekende film Op hoop van zegen (1934). Ze was in totaal in drie films te zien, waarvan de laatste werd uitgebracht in 1936. Ze is het bekendst door haar carrière in het theater. Ze werkte onder andere voor het toneelgezelschap van Herman Bouber en speelde in verscheidene toneelstukken, waaronder Zeemansvrouwen in 1929. Op 31 december 1935 trouwde ze met antiquair Bernhard Stodel. Ze stopte tijdelijk met acteren om haar man te vergezellen tijdens zijn reizen voor studie- en zakendoeleinden. Tussen 1940 en 1953 speelde ze nog vele rollen, o.a. in De Jantjes en voor het Nederlands Volkstoneel. Verhulst stierf op 90-jarige leeftijd in Amsterdam.